# 대상청
대상청(大常淸, ?~?)은 발해의 왕족으로 추정되는 인물이다.

## 생애
791년, 발해 문왕의 명에 따라 당나라에 사신으로 파견되었으며, 당나라로부터 위위경동정(衛尉卿同正)에 제수되었다.

## 참고 자료
- 유, 득공 (1784). 《발해고》. 신고(臣考).